# Onbekende
Onbekende is in de wiskunde de benaming van een grootheid waarvan de waarde niet bekend is, maar die wellicht berekend kan worden. Het is gebruikelijk dat de onbekende wordt aangeduid met de letter {\displaystyle x}. Zijn er meer onbekenden, dan worden de letters {\displaystyle y} en {\displaystyle z} gebruikt.
Een voorbeeld is de onbekende {\displaystyle x} in de vergelijking
{\displaystyle 3x+5=0}.
De onbekende kan worden berekend als 
{\displaystyle x=-{\tfrac {5}{3}}}.
Ook in de vergelijking 
{\displaystyle 3x+a=0}
wordt de grootheid {\displaystyle x} in het algemeen als onbekende opgevat. In deze vergelijking komt ook nog de grootheid {\displaystyle a} voor, waarvan de waarde ook onbekend is, maar die als parameter beschouwd wordt. De oplossing van deze vergelijking wordt uitgedrukt in deze parameter:
{\displaystyle x=-{\tfrac {a}{3}}}.